# Peggio di così si muore
Peggio di così si muore è un film del 1995 diretto da Marcello Cesena. È l'unica pellicola realizzata dal gruppo comico dei Broncoviz. In questo film, l'attrice spagnola Rossy de Palma recita in italiano con la propria voce.

## Trama
Carlo e Anna sono una felice coppia di sposini che, tornata dal viaggio di nozze in Brasile, scambiano una loro valigia all'aeroporto internazionale. A casa, dopo aver scassinato la serratura, i due ci trovano dentro più di mezzo miliardo di lire in contanti. Lui vorrebbe cercare i proprietari per restituire il denaro, mentre Anna vorrebbe tenersi i soldi, anche perché scopre che le banconote non sono segnate. L'intera somma viene spesa per acquistare un grande attico che si trova sopra al negozio di fotografia che i due gestiscono.
Dopo aver ristrutturato l'appartamento, viene organizzata una grande festa di inaugurazione il 26 marzo 1993 e, tra gli invitati, si presentano due criminali, Jack e Carmine, che per regalo portano la valigia dei coniugi. Alla fine della festa rimangono solo i due malviventi che spiegano come hanno trovato i proprietari dell'altra valigia e che non intendono rinunciare ai loro soldi, frutto dell'ultima annunciata truffa. Chiedono, quindi, di rimettere in vendita l'appartamento, e minacciano che sarebbero ripassati dopo due settimane. Trascorsi i 15 giorni, mentre Anna si trova sola in casa, si presenta Carmine che con uno stratagemma si fa aprire la porta. Anna reagisce richiudendola e tranciandogli il pollice. I due vanno in bagno per aprire l'armadietto del pronto soccorso, ma dopo essere stato ustionato dall'esplosione di una pentola dimenticata sul fuoco da Anna, dalla pistola di Carmine parte un colpo che lo colpisce al piede: l'uomo perde l'equilibrio cadendo nella vasca da bagno piena d'acqua e, trascinandosi dietro una radio accesa, muore folgorato: il cadavere viene murato dai coniugi nella dispensa. Carlo ed Anna decidono così di fuggire in modo rocambolesco da Claudio, fratello di Anna, che vive in una baita isolata nel Sud Tirolo. Insieme ai coniugi viaggia con loro lo spirito di Carmine che vuole espiare le sue colpe da vivo e aiutarli. Intanto Jack, l'altro malvivente, si rende conto che i due l'hanno fatta franca ma, grazie alle minacce all'amica di Anna, Myrna, si mette sulle loro tracce per eliminarli una volta per tutte.
Nel frattempo anche l'ispettore di polizia Flanagan indaga sulla scomparsa dei coniugi, entrando nella casa rimasta vuota e scoprendo il cadavere di Carmine nella dispensa; interroga quindi la madre di Anna che gli fornisce il modo di ritrovarli. Raggiunti alla baita da Jack, Carlo ed Anna tentano un'ultima disperata fuga in auto che li porterà in fuga in un deserto verso il Messico.

## Produzione

### Luoghi delle riprese
Il film è stato girato a Cinecittà e Roma, dove peraltro è ambientata la storia; Madrid (in particolare la banca dove lavora la madre di Anna è il Banco de España); Almería (dove si trova il deserto di Tabernas nel quale i coniugi fuggono in auto); San Martino di Castrozza, in Trentino (dove si trova la baita di Claudio).

### Musiche
La colonna sonora del film è stata composta dall'Orchestra Sinfonica della Radio Nazionale Bulgara, mentre gli altri brani sono del gruppo rock francese Les Négresses Vertes:
- Mambo Show
- Sous le Soleil de Bodega (Kwanzaa Posse Remix)
- Les yeux de ton père[2].

## Critica
«Chi si accontenta, ride. Stavolta il convento passa l’umorismo dei Broncoviz, quintetto buffo nato all’ombra del Teatro Stabile di Genova e consacrato dai successi televisivi di Avanzi e Tunnel (ma hanno anche recitato sul palcoscenico una commedia di Stefano Benni), impegnati nell’impresa di realizzare «un horror dei buoni sentimenti». La definizione è loro, Marcello Cesena si è occupato della regia e ha scritto con Ugo Dighero il copione di Peggio di così si muore».
(Alessandra Levantesi, La Stampa, 13 maggio 1995)
«Strampalato, ma a tratti spassosissimo, giallo casareccio dei Broncoviz, il quintetto genovese lanciato dagli Avanzi tv, che all'esordio cinematografico mostra ottime doti umoristiche, anche se difetta in ritmo e in tenuta. L'irresistibile parodia di celebri thriller del passato è il pezzo forte di un film tanto asmatico quanto grazioso».
(Massimo Bertarelli, il Giornale, 10 aprile 2001)